# Fabienne Bangerter
Fabienne Bangerter (* 21. September 1991 in Suhr) ist eine Schweizer Fussballspielerin.

## Karriere

### Vereine
Bangerter startete ihre Karriere beim FC Suhr. Über Suhr kam sie im Sommer 2006 zum FC Aarau, wo sie mit Beginn der Saison 2007/08 in die Seniorenmannschaft aufrückte. Nach zwei Jahren für den FC Aarau in der Nationalliga A wechselte sie zum Ligarivalen FC Basel. Am 27. Mai 2014 verkündete sie mit Beginn der Saison 2014/15 ihren Wechsel zum deutschen Bundesligisten SC Freiburg, für den sie am 7. September 2014 (2. Spieltag) in der Bundesliga bei der 1:2-Niederlage im Heimspiel gegen den FC Bayern München debütierte. Nachdem sie in der Vorrunde verletzungsbedingt nur zu sechs Einsätzen gekommen war, löste sie im Januar 2015 ihren Vertrag auf. Am 20. Januar 2015 unterschrieb sie dann einen Vertrag bei ihrem vorherigen Verein FC Basel.

### Nationalmannschaft
Ihr Debüt für die Nati gab sie am 8. März 2013 im Rahmen des Zypern-Cups gegen die Niederlande.

## Persönliches
Bangerter machte 2010 ihren Abschluss am Sportgymnasium Alte Kantonsschule Aarau. Anschliessend absolvierte sie eine Lehre als Tourismusfachfrau, welche sie mit einem Diplom abschloss. Seit ihrem Abschluss arbeitet Bangerter als diplomierte Tourismusfachfrau und Reiseberaterin für eine Tourismusagentur in Aarau.